# Великодушні грифи
«Великоду́шні гри́фи» (англ. The Gentle Vultures) — науково-фантастичне оповідання американського письменника Айзека Азімова, вперше опубліковане у грудні 1957 року в журналі «Super-Science Fiction». Увійшло до збірки «Дев'ять завтра».

## Сюжет
Гурріани — інопланетний вид приматів-вегетаріанців, які штучно позбавили самі себе агресії. Подорожуючи космосом, вони дійшли до висновку, що великі безхвості всеїдні примати завжди в підсумку знищують себе в ядерній війні. Гурріани виробили правила сприяння відновленню залишків таких видів після їхніх ядерних воєн, одночасно стягуючи з них данину та генно модифікуючи їх в мирнішу расу. Кожна раса, якій вони допомогли, повинна віддячувати продуктом, якого у неї найбільше. Бідні ж раси платять своїми членами, яких відправляють на службу до гурріан.
Гурріани стежать за Землею від початку Холодної війни, але протягом вже 15 років ядерна війна все ще не починається. Гурріани облаштували свою базу на Місяці, звідки ведуть спостереження. Вони побоюються, що якщо війна і занепад не почнуться невдовзі, то земляни розпочнуть космічні польоти і своєю жорстокістю зруйнують цивілізацію гурріан.
Інспектор, який прилетів проконтролювати такий незвичайний випадок, розповідає директору бази, що війна не почнеться і людей потрібно підштовхнути до неї.
У розпачі гурріани викрадають людину, щоб запитати, чому війна все не починається. Людина каже, що якщо їм так потрібна війна, то вони можуть самі її розпочати, скинувши бомбу на одну із сторін, це спричинить удар іншої сторони у відповідь. Вона глузує з гурріан, називаючи їх грифами-падальниками, оскільки вони ніколи не запобігають війні, а втручаються після неї, щоб отримати зиск.
Гурріани ображаються на порівняння з падальниками і відмовляються скинути бомбу на Землю, оскільки вони переконані пацифісти. Після наради вони згортають свою базу на Місяці і відлітають.
Вони розуміють, що люди невдовзі опанують космічні польоти і своєю жорстокістю зруйнують всі цивілізації в Галактиці, але вони не можуть зарадити цьому, скинувши на Землю ядерну бомбу, бо це означало б опуститись до морального рівня землян.